# Werkgroep Behoud de Peel
Stichting Werkgroep Behoud de Peel, afgekort WBdP, is een onafhankelijke Nederlandse stichting, die zich het behoud en herstel van het Peelgebied ten doel heeft gesteld als hoogveen(achtig) landschap met de daaraan verbonden historische waarden en natuurkwaliteiten.
De stichting is opgericht in 1978 en is gevestigd in Deurne.

## Aanleiding

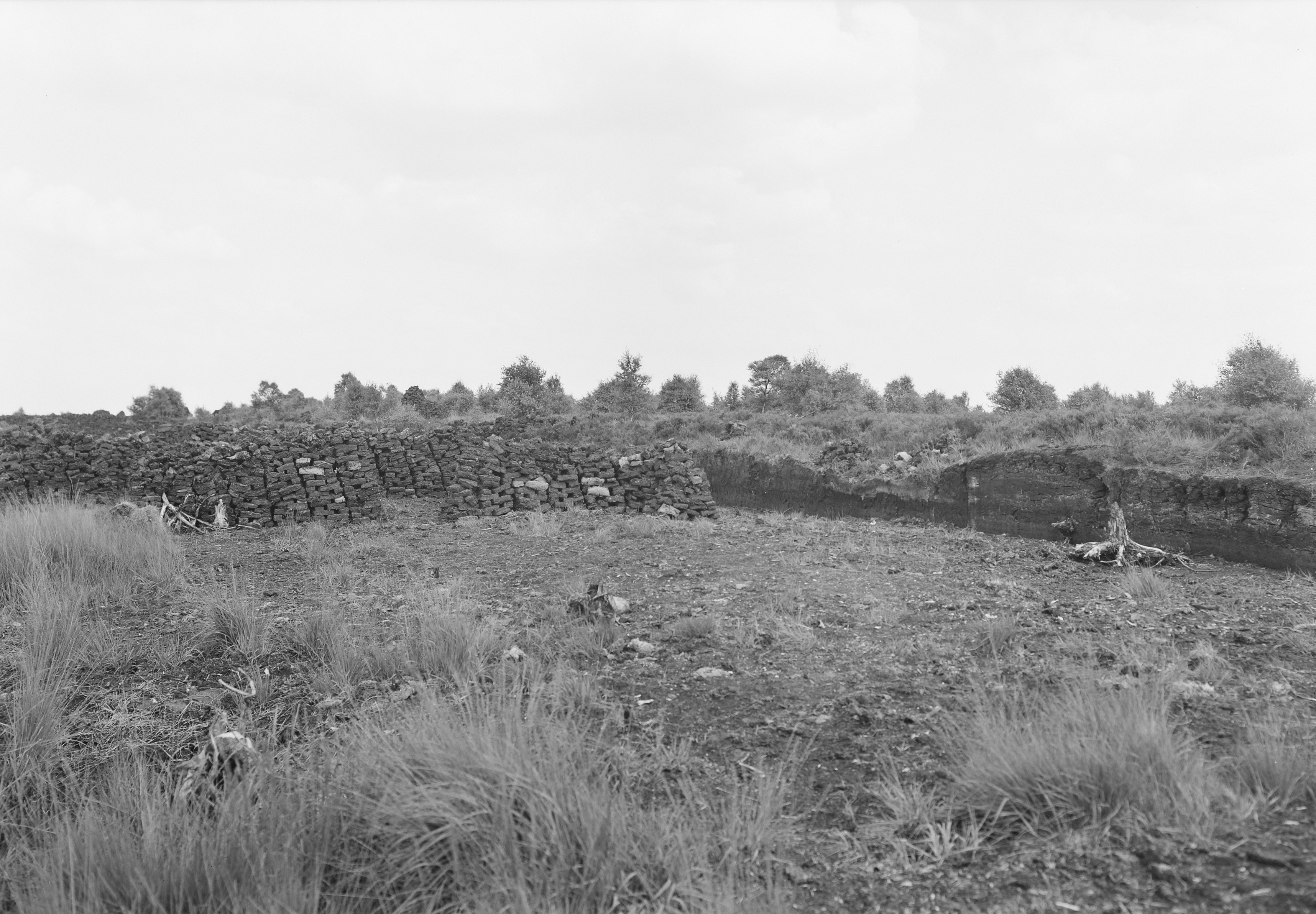
Vervening in De Peel

In de loop van de jaren 1970 werd de laatste veenpakketten in de Peel in snel tempo afgegraven en ontstonden plannen om belangrijke delen van de Peel bij Deurne te ontginnen. De werkgroep ontstond uit een succesvolle protestbeweging tegen die plannen.
Nadat dankzij de Natuurbeschermingswet een beschermde status ontstond en het voortbestaan van de Peelgebieden werd verzekerd, zag de stichting in dat er nog te veel gevaren voor de hoogveen-natuur in de Peel bestonden om zich op te kunnen heffen.

## Beheersactiviteiten
Door de grondige ontwatering vanwege de turfgraverij was met name de Deurnese Peel ernstig verdroogd. Met een groep vrijwilligers werden vele turfvaartjes afgedamd om het water in het gebied vast te houden. Daarna bleek het dringend nodig het de snelle groei van berken tegen te gaan om open vlaktes te behouden. Sindsdien bleek dat op moeilijk terrein met vrijwilligers meer te bereiken is dan met machines. De vrijwilligersgroep bestaat inmiddels ruim 30 jaar. De stichting geeft tegenwoordig ook adviezen aan de terreinbeheerders.

## Ammoniak en veehouderij
De stichting trekt landelijk vooral de aandacht door haar activiteiten rond de intensieve veehouderij. De Peelreservaten zijn gebieden die weinig bestand zijn tegen ammoniakdepositie maar ongelukkig genoeg gelegen midden in de grootste concentratie veehouderijen van Nederland.
De stichting klaagt er vaak over, dat de neerslag van ammoniak op de Peel een veelvoud is van de schadedrempel (dan voor een duurzaam behoud van natuurwaarden te verantwoorden is; ook wel de kritische depositiewaarde genoemd). Onder die omstandigheden vindt de stichting het niet verantwoord dat de ammoniakuitstoot van veehouderijen in de Peel verder zou toenemen en wijst daarbij veelal op de natuurbeschermingswet, die door de overheid te weinig zou worden toegepast en gehandhaafd.
De stichting had succes met de rechtszaken die zij voerde (samen met Johan Vollenbroek) tegen de toepassing van het Programma Aanpak Stikstof bij vergunningen in de omgeving van onder andere de Peel. De Raad van State had de zaak voorgelegd bij het Europees Hof, dat in november 2018 uitsprak dat vergunningen niet op basis van het PAS verleend mogen worden. In mei 2019 volgde de Raad van State deze uitspraak en oordeelde dat het PAS niet mocht worden toegepast bij het verlenen van vergunningen. Hierdoor werd de vergunningverlening in heel Nederland stilgelegd. Dit resulteerde in de stikstofcrisis.

## Waterhuishouding
Het bleek echter al snel, dat enkel beheersmaatregelen in het Peelgebied zelf de verdroging van het gebied niet konden oplossen. In de omgeving lieten veel boeren namelijk steeds meer en diepere sloten en drainages aanleggen. Later werden grondwater-onttrekkingen vanwege de beregening van landbouwgronden nog een belangrijker dreiging voor de waterhuishouding. Een belangrijk succes was de instelling van een twee kilometer brede hydrologische bufferzone rond de Groote Peel. Daarmee was tevens het beginsel van de 'externe werking' van de natuurbeschermingswet erkend: ook invloeden van buitenaf kunnen een natuurgebied ernstig bedreigen.

## Ecologische hoofdstructuur
De Stichting heeft een aanwijsbare invloed gehad op de begrenzing van de Ecologische hoofdstructuur in de Peel. Belangrijk was vooral het feit dat de overheid daarbij de centrale gedachte van de 'Verheven Peel-visie' overnam. Die komt erop neer, dat onder de Deurnese Peel en Mariapeel niettegenstaande de geringe onderlinge afstand, geheel andere geologische omstandigheden heersen dan onder de Groote Peel. Bij gevolg is natuurontwikkeling op de Peelhorst met Deurnese Peel en Mariapeel vooral qua waterhuishoudig belangrijk effectiever dan in de Centrale Slenk met de Groote Peel. Derhalve heeft men bij de EHS-begrenzing vooral zwaar ingezet op het aaneenvoegen van de Deurnese Peel en Mariapeel.